# إردابفيل
إردابفيل هي الكرة الأرضية الأكثر قدماً ،والمصنوعة بواسطة مارتين بهايم عام1492م. اعتمد في إنشائها على كرة مغلفة بالكتان ومشبثة من منتصفها بالخشب ،ومغطاه بخريطة مرسومة بواسطة چورج كلوكيندون.

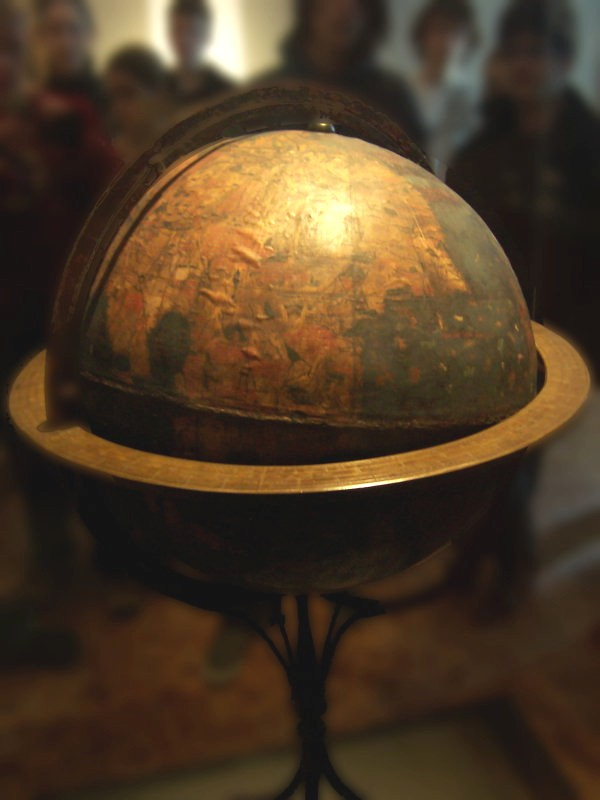
الإردابفيل المصممة بواسطة بهايم

لم تشمل الأمريكتين ؛لأن كريستوفر لم يعد إلى إسبانيا حتى عام 1493م. وتظهر قارة أوروبا المجيدة ،ومحيط فارغ بين أوروبا وآسيا. كما تضم أيضاً جزيرة سان براندان الأسطورية ،واليابان ،والجزر الآسيوية الكبيرة بشكل متفاوت.

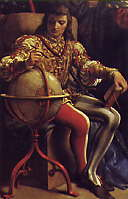
مارتين بهايم والإردابفيل

يُفترض أن تسميتها مرتبطة بجوهرة الكرة (كرة (جوهرة)) وأيضاً محفوظة في نورنبرغ بجانب ممتلكات المملكة. وضعت منذ بداية نشأتها حتى بدايات القرن 16 في قاعة الإستقبال ببلدية نورنبرغ. وفيما بعد عادت إلى عائلة بهايم. وفي عام 1907م نُقِلت إلى المتحف الألماني القومي بنورنبرغ.